# Midnight Gold
Midnight Gold è un singolo del gruppo musicale indie rock georgiano Nika Kocharov & Young Georgian Lolitaz, pubblicato il 30 marzo 2016 su etichetta discografica Universal Music Denmark. Il brano è stato scritto e composto da Kote Kalandadze.
Il 15 dicembre 2015 i Nika Kocharov & Young Georgian Lolitaz sono stati selezionati dall'ente televisivo georgiano per rappresentare la Georgia all'Eurovision Song Contest 2016. Il 15 febbraio 2016 si è svolta una finale nazionale, nella quale pubblico e televoto avrebbero determinato la canzone da mandare all'Eurovision tra Pain in My Heart, Right or Wrong, Sugar and Milk, We Agree e Midnight Gold. Quest'ultima ha ottenuto 1.310 dei 1.518 televoti totali, ottenendo così il diritto di essere cantata davanti a tutta Europa. I Nika Kocharov & Young Georgian Lolitaz si sono esibiti per sedicesimi nella seconda semifinale dell'Eurovision, che si è tenuta il 12 maggio a Stoccolma, dalla quale si sono qualificati per la finale del 14 maggio. Nella finale canteranno per ventitreesimi su 26 partecipanti.

## Tracce
Download digitale
1. Midnight Gold – 2:56